# Szarpie
Szarpie (z fr. charpie; łac. carbasa, linteum carptum) – materiał opatrunkowy do opatrywania skaleczeń i ran stosowany przed wynalezieniem gazy.
Szarpie przygotowywano z płótna rwanego w pasy. Szarpiąc paski tkaniny powodowano rozluźnienie nitek, przez co tkanina lepiej wchłaniała wydzieliny z rany.